# 黑海拉 (喬治亞州)
黑海拉（英語：Hahira）是一個位於美國喬治亞州朗茲縣的城市。

## 地理
黑海拉的座標為30°59′26″N 83°22′17″W / 30.99056°N 83.37139°W，而該地的平均海拔高度為69米（即225英尺）。

## 人口
根據2010年美國人口普查的數據，黑海拉的面積為5.90平方千米，當中陸地面積為5.70平方千米，而水域面積為0.20平方千米。當地共有人口2348人，而人口密度為每平方千米397.97人。